# ボイスキット
株式会社ボイスキット（英: VOICE KIT CO., LTD.）は、日本の芸能事務所。
2020年12月10日設立、同月15日法人認可。

## 所属声優

### 男性
- 古田一紀（マウスプロモーションより移籍[3]）

### 女性
- 井澤詩織（EARLY WINGより移籍[4]）
- 上坂すみれ（スペースクラフト退所後フリーランスを経て移籍[5]）
- 角元明日香（Apollo Bayより移籍[6]）
- 小林愛香（ニューカムより移籍[7]）
- 駒形友梨（Apollo Bayより移籍[6]）
- 椎名へきる（アーツビジョンより移籍[8]）
- 南條愛乃（N3エンタテインメントより移籍[9]）
- 前島亜美（エイベックス・マネジメントより活動休止期間を経て移籍[10]）
- 南早紀（81プロデュース退所後フリーランス[11]を経て移籍[12]）

## 関連会社

### グループ会社
- 株式会社モストカンパニー
- 株式会社モストプランニング
- 株式会社Rush Style
- 株式会社StarCrew
- 株式会社アズプロジェクト
- 株式会社インアンドアウト